# 김정희 선생 유적
김정희 선생 유적(金正喜 先生 遺蹟)은 대한민국 충청남도 예산군 신암면 용궁리에 있는 조선 후기 학자인 추사 김정희(1786∼1856)의 유적이다. 1980년 10월 23일 충청남도의 기념물 제24호로 지정되었다.

## 개요
조선 후기 학자인 추사 김정희(1786∼1856)의 유적으로 추사고택과 이 일대를 말한다.
이곳에는 추사의 옛집을 비롯하여 화순옹주와 남편인 김한신의 합장무덤이 있고, 그 옆으로 정조(재위 1776∼1800)가 내린 열녀정문, 백송(천연기념물 제106호), 김정희의 무덤이 있다.
김정희는 북학파인 박제가의 제자로서 중국 청나라 고증학의 영향을 받아 실사구시에 입각한 학문을 연구했다. 24세 때에는 아버지를 따라 중국 청나라에 가서 고증학과 금석학·서체 등을 배웠으며, 순조 16년(1816)에 북한산 진흥왕 순수비를 고증하여 밝혀내었다. 헌종 6년(1840)에 윤상도 옥사사건에 연루되어 제주도에 9년간 유배생활을 하면서 그동안 연구해 온 추사체를 완성하였다. 유배생활에서 돌아와 아버지 무덤이 있는 과천에서 학문과 예술에 몰두하다가 생을 마쳤다.

## 같이 보기
- 예산 용궁리 백송 - 천연기념물 제106호

## 참고 문헌
- 김정희선생유적 - 국가유산청 국가유산포털